# 劇団ライオンバス
劇団ライオンバス（げきだんライオンバス）は、1999年に結成した日本のエンターテイメント集団である。ロックバンドとして2003年にメジャーデビューをした。活動休止を経て2005年日本国際博覧会（愛・地球博）のステージで復活した。バンドのリーダーである福ちゃんと団長のタッカマンは、音楽家：福笑太郎の顔を持つ。

## 概要
メンバーのやすくんと福ちゃんが高校の同級生で、福ちゃんとタッカマンが大学の同級生だった。
1999年に、八王子市で結成して、東京都八王子市のライブハウスなどを中心に活動した。
2003年に、音楽プロダクション「U's MUSIC」からメジャーデビューし、デビューアルバムをリリースし、うたばん(TBS)などのテレビ番組にも登場した。
2004年に、突然の活動休止を宣言して、プロとしてのバンド活動をわずか1年足らずで休止し音楽家としても活動している。
2005年に、解散騒動を払拭するように2005年日本国際博覧会（愛・地球博）のステージで復活し、パフォーマンスを披露した。
インディーズ時代からマキシマムザホルモン、サンボマスター、ガガガSPなどの国内のバンドと共演している。
デビューアルバムの挿入曲である「スゴイ!大豆PARADISE」は、食品メーカーのタイアップ曲として発表しコーラスに小学校生の男女を起用するなど斬新なアイデアがあって、プロレスラーの入場曲にも使用されている。

## メンバー

### 劇団ライオンバス
- やすくん（本名：近藤康弘（こんどうやすひろ）ボーカル）
- 福ちゃん（本名：福本俊一（ふくもとしゅんいち）ギター、MC、リーダー）
- タッカマン（本名：（公表なし）サックス、演出、団長）
- その他のメンバー

ロックバンドとしては、主要の3人以外については、レギュラーメンバーを固定していないで、ステージのたびにパートメンバーを招集するというスタンスをとる。イベントでは、多数の女性メンバーが舞台に立つことも多い。

### 福笑太郎
福ちゃんが、タッカマンを引き連れて、福笑太郎の名で、音楽家として活動する。ロックミュージックから一転して、「下級生2」などオタク向けのゲーム/テレビアニメの主題歌を連続して手がけた。

## 活動休止から復活まで
2003年のメジャーデビューから1年足らずで、突然、活動休止を発表している。スポーツの分野への進出は、福ちゃんが、ライブなどで公表しているが活動休止との因果関係については、不明のままである。ただ、ステージ衣装で、野球用のユニフォームを着たり、劇団のイメージキャラクターが、不自然に野球の用具に囲まれていたり、デビューアルバムのタイトルが「直球勝負」だったりと、野球色が強かった。結果として、劇団ライオンバスが、ロックバンドとしてメジャーデビューを迎えたころ、タッカマンが次第に表舞台から遠ざかり、演出家の不在が解散騒動に発展したという見方もある。ところが、ロックバンド・劇団ライオンバスは、2005年日本国際博覧会（愛・地球博）でロックバンドとして復活した。

## 出演/掲載

### 音楽番組
うたばん(TBS)、U-CDTV(TBS)、スタメン(TV東京系)、music chat（TVK)、X-Music(スカイパーフェクTV!)、唯我独音（東京MX）など

### 雑誌
Gb、ぴあ、Go!Go! GUITAR、音楽と人、ザッピィ

### その他
日本国際博覧会（愛地球博）、青梅マラソン、学園祭・企業イベントなど多数

### 共演
サンボマスター、マキシマムザホルモン、ガガガSP、ザマスミサイル、HIGHWAY61、森山直太朗、LISA、ヒステリックブルーなど
（ライブ、テレビ番組での共演）

## ディスコグラフィ

### CD
- 1stミニアルバム「劇団ライオンバス」（2001年） 自主制作
- 1stシングル「スーパーロケット恋人号」（2002年7月20日）インディペンデントレーベル、ASIN B00006B5Q4
- 1stミニアルバム「直球勝負」（2003年6月20日）U’s MUSIC、ASIN B00009PN2W

### 提供曲
- テレビドラマ「僕は妹に恋をする」主題歌:僕の心と君の心で（歌/作詞・作曲）
- SOYJOYマン入場曲「スゴイ!大豆PARADISE」（歌/作詞・作曲）
- テレビアニメ「下級生2」オープニング曲：18（作曲）
- テレビアニメ「下級生2」エンディング曲：恋の歌（作詞・作曲）
- ゲーム「summer」テーマ曲（作詞作曲）
- 2005年日本国際博覧会（愛・地球博）モリゾーとキッコロ体操（歌/作詞作曲）など

### 受賞
- 「パパルバンドフェスティバル2001」ON AIR EAST グランプリ（2001年）
- NATURAL BONE DIAMONDS 2002 渋谷公会堂 グランプリ（2002年）
- 日本工学院専門学校主催バンドコンテスト グランプリ（2002年）
- USENインディーズ部門月間リクエスト第1位（2003年）